# آدم ميتشيل (منتج أسطوانات)
آدم ميتشيل هو منتج أسطوانات وكاتب أغاني كندي، ولد في 24 نوفمبر 1944.

## وصلات خارجية
- آدم ميتشيل على موقع IMDb (الإنجليزية)
- آدم ميتشيل على موقع ميوزك برينز (الإنجليزية)
- آدم ميتشيل على موقع أول ميوزيك (الإنجليزية)
- آدم ميتشيل على موقع ديسكوغز (الإنجليزية)